# Cyclocheilon somaliense
Cyclocheilon somaliense är en snyltrotsväxtart som beskrevs av Oliver. Cyclocheilon somaliense ingår i släktet Cyclocheilon och familjen snyltrotsväxter. Inga underarter finns listade i Catalogue of Life.